# Argonaut argo
Argonaut (Argonaut argo) je mekušac iz klase glavonožaca. Mekušci (puževi, školjke i glavonošci) imaju stopalo, mišićni organ pomoću koga se kreću. Stopalo glavonožaca je izdeljeno na pipke koji se nastavljaju neposredno na glavu.
Argonaut je životinja toplih mora. Ima ga i u Sredozemnom moru. Izbegava obalu i kreće se pučinom njišući se na samoj površini vode. Mužjak i ženka se razlikuju po veličini: mužjak dostiže do 3 cm, a ženka je oko pet puta veća. Ovakva pojava nije retkost u svetu beskičmenjaka, gde je najčešće ženka jedini roditelj koji brine o potomcima. Prirodnim odabiranjem ona se razvija u snažniju jedinku. U vreme nošenja jaja ženka argonauta izluči krečnu ljušturu koja će joj poslužiti kao gnezdo u kome će podići svoje mlade. Ime argonaut dobio je ovaj mekušac od starih grčkih prirodnjaka. Sudeći po tome kako su oni opisivali ovu životinju, vidimo da su stari Grci poznavali samo ženku i ona im je ličila na čunić sa moreplovcem. Argonauti su inače junaci grčke mitologije. Oni su se ukrcali na brod „Argo’’ i pošli su u potragu za basnoslovno skupim zlatnim runom. Poznato je da prirodnjaci starih vremena nisu koristili naučni metod posmatranja sveta oko sebe. Tako su im se potkrale mnoge greške. Mislili su, na primer, da argonaut ne može da izađe iz svoje ljušture, kao mi školjka ni puž.

## Literatura
- Guerra, A.; González, A.F.; Rocha, F. (2002). „Appearance of the common paper nautilus Argonauta argo related to the increase of the sea surface temperature in the north-eastern Atlantic”. Journal of the Marine Biological Association of the UK. 82: 855—858. doi:10.1017/S0025315402006240.
- Lu, C. C. „Argonautidae”. Australian Biological Resources Study. Приступљено 13. 9. 2006.
- Sweeney, M. J. (2002). Taxa Associated with the Family Argonautidae Tryon, 1879. Tree of Life web project.

## Spoljašnje veze
- Marine Species Identification Portal: Argonauta argo Архивирано на веб-сајту  (4. септембар 2012)
- Tree of Life web project: Argonauta Архивирано на веб-сајту  (12. октобар 2007)